# Ray Dalio
Pour les articles homonymes, voir Dalio.
Ray Dalio, né le 8 août 1949 à New York, est un investisseur, gestionnaire de fonds spéculatifs et philanthrope américain, principalement connu comme le fondateur de Bridgewater Associates, l'un des plus grands fonds spéculatifs au monde.
Il commence sa carrière d'investisseur à l'âge de 12 ans en achetant des actions de Northeast Airlines (en) et obtient un diplôme en finance à l'université de Long Island et un MBA de la Harvard Business School. En 1975, il fonde Bridgewater Associates depuis son appartement à New York. Sous sa direction, il devient l'un des fonds spéculatifs les plus performants et les plus importants au monde.
En plus de ses activités d'investissement, il est l'auteur de Principles:  Life and Work (en) (2017), un livre détaillant sa philosophie de vie et de gestion, et est également connu pour ses analyses macroéconomiques et ses prévisions de marché. Il est impliqué dans diverses activités philanthropiques, notamment à travers la Fondation Dalio, et a signé le Giving Pledge, s'engageant à donner plus de la moitié de sa fortune à des causes caritatives.
Forbes estime sa fortune personnelle à plusieurs milliards de dollars, le plaçant régulièrement parmi les personnes les plus riches du monde. Son influence s'étend au-delà de la finance, avec des interventions fréquentes sur des sujets économiques et sociaux.

## Jeunesse et formation
Dalio naît dans le quartier de Jackson Heights à New York dans le Queens. À 8 ans, sa famille déménage à Manhasset dans le comté de Nassau. Il est le fils d'un musicien de jazz, Marino Dallolio (1911-2002), qui « joue de la clarinette et du saxophone dans des clubs de jazz de Manhattan comme le Copacabana », et d'Ann, une femme au foyer,,. Enfant, il a divers petits boulots, y compris ceux de tondre des pelouses, pelleter de la neige et distribuer des journaux. Il est d'origine italienne. À l'âge de 12 ans, il est caddie au Links Golf Club, qui est à distance de marche de sa maison, pour de nombreux professionnels de Wall Street, y compris le financier George Leib. Lui et sa femme Isabelle invitent Dalio à leur appartement de Park Avenue pour des dîners en famille et des rassemblements de vacances. Le couple a un fils, un trader de Wall Street, qui donnera plus tard à Dalio un emploi d'été dans sa société de trading. Il commence à investir à l'âge de 12 ans, lorsqu'il achète des actions de Northeast Airlines (en) pour 300 $ et triple son investissement après la fusion de la compagnie aérienne avec une autre société. Au moment où il entre au Herricks High School (en), il a déjà constitué un portefeuille d'investissement de plusieurs milliers de dollars. Il obtient une licence en finance de l'université de Long Island (C.W. Post College) et un MBA de la Harvard Business School en 1973,.

## Carrière d'investisseur

### Université
Dalio a du mal à trouver une université où s'inscrire. Il finit par postuler et être accepté à l'université de Long Island (C.W. Post College). Il continue à acheter et vendre des actions pendant ses études, mais est attiré par quelque chose de nouveau : les contrats à terme sur matières premières. Ceux-ci ont des exigences de prêt faibles à l'époque, et Dalio sait qu'il peut en tirer plus de profit qu'avec de simples actions. En même temps, il commence à apprécier l'école. Disposant de plus de liberté, il se met à la méditation transcendantale, qu'il pratique encore aujourd'hui.

### École supérieure
Après avoir obtenu son diplôme de C.W. Post College, Dalio a un été de libre et prend un emploi de commis à la Bourse de New York. Il y assiste à la décision de Richard Nixon de retirer les États-Unis de l'étalon-or en réponse à l'inflation croissante. Les prix des actions à la bourse augmentent en moyenne de 33 % le lendemain. L'été suivant, après sa première année à Harvard, Dalio et ses amis créent l'entreprise qui deviendra plus tard Bridgewater Associates. Elle démarre comme une petite entité, et son objectif est de négocier des matières premières. Mais ils manquent d'expérience et l'entreprise ne gagne pas beaucoup de bénéfices. Bien que le Bridgewater original ait échoué, Dalio utilise plus tard le nom pour créer ce qui deviendra le plus grand fonds spéculatif de l'histoire.

### Début professionnel
Après avoir obtenu son diplôme de Harvard, Dalio se marie et fonde une famille. Il déménage à Wilton dans le Connecticut, où il vit et négocie depuis une grange aménagée. Il travaille ensuite sur le parquet de la Bourse de New York et négocie des contrats à terme sur matières premières. Il travaille ensuite comme Directeur des Matières Premières chez Dominick & Dickerman (en). En 1974, il devient trader et courtier en contrats à terme chez Shearson Hayden Stone (en), une société de titres dirigée par Sandy Weill, qui devient plus tard célèbre pour avoir bâti Citigroup. Dans la société, le travail de Dalio est de conseiller les éleveurs de bétail, les producteurs de céréales et d'autres agriculteurs sur la manière de couvrir les risques, principalement avec des contrats à terme. Mais il est largement insatisfait de la structure hiérarchique de Shearson Hayden Stone, qui lui rappelle l'école primaire. Il aspire au mode de vie plus libre de l'université. À un moment donné, il paie une strip-teaseuse pour se déshabiller devant une foule lors de la convention annuelle de l'Association des producteurs de nourriture et de céréales de Californie. Ses manières créatives de se défouler continuent, et explosent le soir du Nouvel An 1974 après qu'il soit sorti boire avec quelques collègues, y compris son patron. Après une dispute avec son supérieur, Dalio, ivre, a frappé son patron au visage. Peu de temps après, il est licencié de son emploi chez Shearson Hayden Stone.

### Fondation de Bridgewater Associates
Malgré son comportement agressif, de nombreux clients de Shearson Hayden Stone conservent leur confiance en Dalio et continuent de lui confier la gestion de leur argent. Avec ce capital, il parvient à rassembler les débuts de son fonds de gestion d'actifs. En 1975, il fonde Bridgewater Associates depuis son appartement de deux chambres à New York. Bridgewater commence comme une société de conseil en gestion de patrimoine, dans laquelle elle sert de nombreux clients corporatifs, principalement récupérés de l'emploi de Dalio chez Shearson Hayden Stone. Les principaux domaines dans lesquels il conseille sont les devises et les taux d'intérêt. La société commence à publier un rapport de recherche par abonnement payant, Daily Observations, dans lequel elle analyse les tendances du marché mondial. Le grand coup de Dalio survient lorsque McDonald's devient client de sa société. Bridgewater commence alors à croître rapidement. La société signe des clients plus importants, y compris les fonds de pension pour la Banque mondiale et Kodak. En 1981, la société ouvre un bureau à Westport dans le Connecticut, où Ray et sa femme souhaitent fonder une famille. Dalio commence à devenir bien connu en dehors de Wall Street après avoir réalisé un profit lors du krach boursier de 1987. L'année suivante, il apparaît dans un épisode de The Oprah Winfrey Show intitulé « Les étrangers possèdent-ils l'Amérique ? ». En 1991, il lance la stratégie phare de Bridgewater, « Pure Alpha », une référence à la lettre grecque qui, dans le jargon de Wall Street, représente la surperformance d'un gestionnaire de fonds par rapport à un indice boursier, comme le NASDAQ. En 1996, Dalio lance All Weather, un fonds proposant une stratégie stable et à faible risque, une stratégie qui devient plus tard connue sous le nom de parité de risque (en).

### Montée en puissance

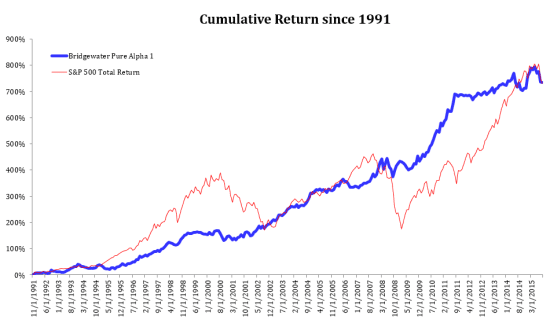
Performance de la stratégie Pure Alpha I de Bridgewater Associates par rapport à celle du S&P 500.

Bridgewater Associates devient le plus grand fonds spéculatif du monde en 2005. De 1991 à 2005, il ne perd de l'argent que trois années civiles, et jamais plus de 4 %. Pendant la même période, le S&P 500 connaît également trois années de baisse, y compris un rendement négatif de 22,1 % en 2002. Le fonds grandit en taille en utilisant le modèle standard de fonds spéculatif, qui prend une commission de gestion de 2 % des actifs et 20 % des profits annuels générés par un système d'investissement. En 2005, Dalio gère de l'argent pour des entités extrêmement grandes, y compris le système de retraite des employés publics de Californie de 196 milliards de dollars (CalPERS), le système de retraite des employés de l'État de Pennsylvanie de 27 milliards de dollars (Penn SERS ou SERS), la National Australia Bank basée à Melbourne et le fonds de pension basé à Hartford, United Technologies Corp. En 2007, Bridgewater prédit la crise financière de 2007-2008, et en 2008, Dalio publie How the Economic Machine Works: A Template for Understanding What is Happening Now, un essai évaluant le potentiel de diverses économies selon divers critères. Les actifs totaux sous gestion de la société augmentent à 50 milliards de dollars en 2007 (contre 33 milliards de dollars sept ans plus tôt).
Selon un article de 2007 dans le magazine Barron's, « personne n'était mieux préparé pour le krach du marché mondial » que les clients de Bridgewater et les abonnés à ses Daily Observations. La société « a commencé à sonner l'alarme [...] au printemps 2007 sur les dangers de l'effet de levier financier excessif ». Les chercheurs de la société examinent les dossiers publics de la plupart des plus grandes entités financières du monde et découvrent que les passifs futurs estimés liés aux mauvaises dettes s'élèvent à 839 milliards de dollars. Lorsque Dalio rencontre le personnel du département du Trésor américain et d'autres conseillers économiques de la Maison Blanche en décembre, ces découvertes sont révélées mais sont largement ignorées. Grâce à cette recherche, le fonds Pure Alpha de Bridgewater évite une grande partie de l'implosion du marché boursier de 2008 pour ses investisseurs. En 2008, une année désastreuse pour de nombreux rivaux de Bridgewater, le fonds phare Pure Alpha de la société augmente en valeur de 9,5 % après comptabilisation des frais. Dalio y parvient en anticipant que la Réserve fédérale serait obligée d'imprimer beaucoup d'argent pour relancer l'économie. Il achète des obligations du Trésor, vend le dollar à découvert et achète de l'or et d'autres matières premières. Pendant sa campagne présidentielle de 2008, John McCain effectue une visite à la société et s'adresse au personnel. L'année suivante n'est pas aussi brillante. En 2009, lorsque la croissance économique est plus élevée que prévu et que le Dow Jones augmente de 19 %, le fonds Pure Alpha de la société rapporte seulement 2 % à 4 %.
En 2011, Dalio auto-publie un volume de 123 pages, Principles (en), qui expose sa philosophie d'investissement et de gestion d'entreprise,. À cette même époque, il gère de l'argent pour le SERS, Kodak, General Motors et le Government Investment Corporation de Singapour. En 2012, il figure sur la liste annuelle des 100 personnes les plus influentes du monde de Time. En 2011 et 2012, Bloomberg Markets (en) le classe parmi les 50 personnes les plus influentes (en). Sous la direction de Dalio, le Pure Alpha II de Bridgewater n'a que trois années de perte dans son histoire, avec un rendement moyen de 10,4 %. Une participation dans Bridgewater Associates Intermediate Holdings est achetée par le Teacher Retirement System of Texas (TRS) pour 250 millions de dollars en février 2012. Cette participation est non votante et offre donc au fonds de pension très peu de contrôle de la gouvernance d'entreprise. Institutional Investor's Alpha classe Dalio n° 2 sur sa liste Rich List de 2012,. Dalio contrôle Bridgewater Associates aux côtés des co-directeurs des investissements Bob Prince et Greg Jensen depuis sa création. Le fonds spéculatif annonce récemment des plans de réorganisation en tant que partenariat. Dalio déclare que la raison en est la durabilité continue et le partage des profits de l'entreprise. Dalio est co-PDG de Bridgewater pendant 10 mois avant d'annoncer en mars 2017 qu'il démissionnera de ce poste d'ici le 15 avril dans le cadre d'un remaniement de l'entreprise. L'entreprise est en transition de gestion et de capital de sept ans pour trouver un remplaçant. Jon Rubinstein, co-PDG du fonds, annonce qu'il démissionnera avec Dalio, mais conservera un rôle consultatif. En octobre 2017, Bridgewater Associates a 160 milliards de dollars d'actifs sous gestion. En référence à ce qui l'a conduit au succès en investissement, Dalio déclare qu'il se considère comme un « hyperréaliste », et qu'il est motivé à comprendre les mécanismes qui dictent le fonctionnement réel du monde, sans ajouter de jugements de valeur abstraits.
Un rapport d'enquête de novembre 2023 du New York Times, basé sur le livre du journaliste financier du journal Rob Copeland, soulève des questions sur les affirmations que Dalio et le fonds ont faites concernant sa philosophie d'investissement et sa méthodologie d'investissement. Par exemple, le rapport indique que les investissements du fonds sont basés en grande partie sur les choix personnels de Ray Dalio, et non sur le système d'investissement sophistiqué que Dalio et la société ont vanté ; et que les choix d'investissement sont motivés par des informations privilégiées, obtenues légalement, dérivées des associations personnelles de Dalio avec des acteurs gouvernementaux de premier plan. Les avocats de Dalio menacent d'un procès de plusieurs milliards de dollars contre l'éditeur MacMillan pour ce qu'ils allèguent être une représentation inexacte de la société et de Dalio.

## Philosophie d'investissement
Selon Dalio, Bridgewater Associates est une « société de gestion macroéconomique mondiale », investissant autour des tendances économiques, telles que les changements dans les taux de change, l'inflation et la croissance du PIB. Il a déclaré qu'il divise ses avoirs en deux domaines différents : les investissements bêta et les investissements alpha. Les investissements bêta produisent des rendements par la gestion passive et le risque de marché normal. Les investissements alpha sont activement gérés et visent à générer de meilleurs rendements que les investissements bêta. Les investissements alpha ne sont pas liés au marché général. L'objectif de Dalio est de structurer les portefeuilles avec des rendements d'investissement non corrélés basés sur les allocations de risque plutôt que sur les allocations d'actifs. Le fonds spéculatif de Dalio accepte principalement de l'argent d'investisseurs institutionnels tels que des fonds de pension, des fondations, des dotations et des banques centrales,. Les investisseurs privés peuvent rarement investir dans les avoirs de Dalio,,.
Sa stratégie se concentre principalement sur les marchés des devises et des titres à revenu fixe. Cela contraste avec l'achat d'actions individuelles dans des entreprises, comme le font des investisseurs tels que Warren Buffett et Peter Lynch. Dalio a également popularisé l'approche de la parité de risque (en), qu'il utilise pour la gestion des risques et la diversification au sein de Bridgewater Associates. Il emploie une stratégie d'investissement qui combine la diversification conventionnelle avec « des paris sur ou contre les marchés du monde entier » selon Bloomberg. L'approche de la parité de risque de Dalio permet à la fois le levier et la diversification externe lors de l'investissement, ainsi que la vente à découvert. Cela permet à Dalio d'utiliser n'importe quelle combinaison d'actifs qu'il choisit lors de l'investissement. La stratégie de Dalio utilise un niveau de risque optimal comme base pour l'investissement. Cela contraste avec l'allocation de capital en premier lieu et l'atteinte d'un objectif de risque par la suite. Dalio met en œuvre cette stratégie en utilisant le levier pour répartir uniformément l'exposition à diverses classes d'actifs tout en maintenant le meilleur niveau de risque. Il commence à utiliser le terme « d-process » en février 2009 pour décrire le processus d'effet de levier inversé et de déflation de l'industrie des prêts hypothécaires à risque comme distinct d'une récession, et incorpore ensuite le terme dans sa philosophie d'investissement. Les portefeuilles d'investissement exacts de Dalio sont largement gardés secrets par rapport au monde extérieur. Cela inclut la plupart des employés, ainsi que les investisseurs externes, et seulement une douzaine de personnes au sein de sa société comprennent comment elle négocie à un moment donné.

## Opinions

### Capitalisme et inégalité socio-économique
Bien que Dalio ait déclaré que le capitalisme est généralement le meilleur système économique, il a soutenu qu'il doit être réformé car il « ne fonctionne pas bien pour la plupart des Américains ». Le 7 avril 2019, il déclare dans 60 Minutes que l'inégalité de revenu aux États-Unis (en) est une urgence nationale nécessitant une réforme,. En juillet 2019, il appelle à nouveau à l'affinement du capitalisme et qualifie l'inégalité de richesse d'urgence nationale. En novembre 2019, il publie un article sur un blog affirmant que l'excès de capital, les passifs sociaux non financés et les déficits gouvernementaux ont créé une recette pour un désastre, dans ce qu'il appelle un « changement de paradigme ». En mai 2020, il insiste sur l'importance de réformer le capitalisme, et non de l'abandonner, en disant : « À mesure que la crise actuelle se déroule, nous devons nous rappeler que tout au long de l'histoire, le capitalisme s'est avéré être le meilleur système, bien qu'il puisse parfois être très imparfait ». En octobre 2020, Dalio déclare qu'il y a eu peu de croissance des revenus pour les citoyens moyens au cours des deux dernières décennies, les 60 % des salaires inférieurs n'ayant connu aucune croissance des revenus ajustée à l'inflation depuis les années 1980. Il mentionne que l'inégalité des revenus est à son niveau le plus élevé depuis les années 1930, lorsque le 1 % supérieur des revenus possédait plus de richesse que les 99 % inférieurs combinés. Dalio déclare que les chances qu'un travailleur à bas salaire passe à un niveau de richesse supérieur diminuent avec le temps et que cela démontre la moindre mobilité économique et sociale des Américains. Il avertit que l'inégalité devient plus enracinée et augmente rapidement. Il déclare qu'un capitalisme hypothétique amélioré devrait être bon pour créer un plus grand gâteau et le redistribuer de façon égale.

### Chine
En octobre 2020, Dalio met en garde de ne pas être aveugles à l'ascension de la Chine, affirmant qu'elle est en voie d'émerger comme une superpuissance mondiale. Il affirme que la Chine a réussi de manière « exceptionnelle », et a également connu une performance économique élevée malgré la pandémie de Covid-19, certains des taux de cas de Covid les plus bas, et a été le centre de la moitié de toutes les introductions en bourse mondiales,. Dalio affirme que lorsqu'il a visité la Chine en 1984, des hauts fonctionnaires s'émerveillaient de la technologie de base telle que les calculatrices, les appelant « dispositifs miracles ». Il affirme que la Chine est maintenant à égalité avec les États-Unis en matière de technologies avancées et prendra probablement la tête dans les cinq prochaines années. En outre, il déclare qu'il y a de nombreux indicateurs qui favorisent la Chine. Il discute de la population croissante de citoyens bien éduqués, ainsi que de la croissance continue de la Chine dans l'absorption et le traitement des données, que de nombreuses revues appellent « le nouveau pétrole »,. Il déclare également que la Chine est favorable du point de vue d'un investisseur. Il affirme que les fondamentaux de l'économie chinoise sont solides et ses actifs relativement bien valorisés,. Il dit également que les actions et obligations chinoises sont actuellement sous-pondérées en termes de portefeuille mondial, et que les États-Unis sont surévalués. Un déplacement naturel des prix donnera à la Chine un autre avantage comparatif. Tout en soulignant que les choses peuvent toujours mal tourner, il déclare qu'il croit que la voie de la réforme économique (en) de la Chine se poursuivra, lui apportant une prospérité ininterrompue,. Il minimise et nie également les violations des droits de l'homme en Chine, comparant plutôt le gouvernement chinois à un « parent strict ». Sa position sur la Chine a suscité des critiques,.

### Principes
Pour suivre le best-seller du New York Times de 2017 Principles: Life & Work (en), Dalio publie une version illustrée en 2019 intitulée Principles for Success. Il publie également Principles for Navigating Big Debt Crises en 2018 et Principles for Dealing with the Changing World Order en 2021,.
En 2021, il produit également une évaluation de personnalité en ligne gratuite appelée PrinciplesYou.

## Vie personnelle

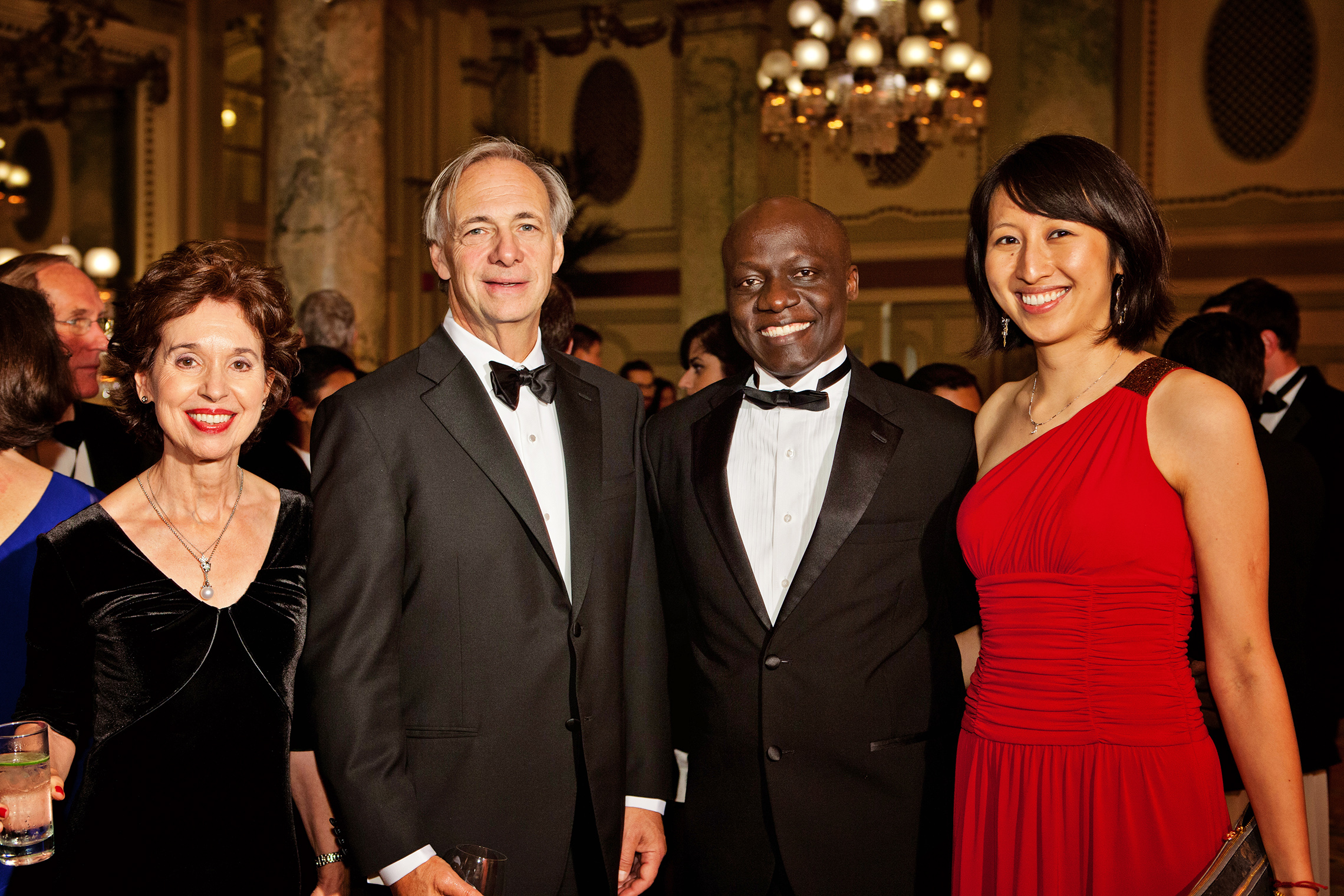
Ray Dalio lors du banquet de la réception du Golden Plate de l'International Achievement Summit de 2012 à Washington, avec sa femme, Barbara, et deux délégués étudiants de l'Academy of Achievement, Philip Thigo du Kenya et Julia Fan Li du Canada.

### Famille
Dalio vit avec sa femme Barbara, une descendante de la sculptrice Gertrude Vanderbilt Whitney, à Greenwich dans le Connecticut. Ils ont quatre fils. Leur fils aîné, Devon, meurt dans un accident de voiture en 2020 à l'âge de 42 ans. Leur deuxième fils, Paul Dalio (en) (né en 1979), est un réalisateur de films.

### Santé
Dalio souffre de l'œsophage de Barrett, une forme de maladie de reflux gastro-œsophagien, une condition pré-maligne qui, si elle n'est pas traitée correctement, peut conduire au cancer.

### Richesse
En 2014, il gagne 1,1 milliard de dollars, entre autres grâce à une part des frais de gestion et de performance de sa société, une compensation en espèces et des actions et des options. En 2015, Forbes estime sa fortune à 15,4 milliards de dollars, ce qui en fait le deuxième gestionnaire de hedge fund le plus riche après George Soros. En 2018, Dalio est estimé avoir personnellement reçu 2 milliards de dollars en compensation pour l'année, après que son fonds ait enregistré un rendement de 14,6 %.
Selon Forbes, Dalio a une fortune estimée à 20 milliards de dollars au 21 janvier 2022, ce qui le classe 88e sur leur liste des milliardaires et 36e sur la liste Forbes 400. En janvier 2022, Bloomberg News rapporte que la fortune de Dalio est de 15,7 milliards de dollars, ce qui en fait la 123e personne la plus riche du monde selon leur classement.

### Philanthropie
En avril 2011, Dalio et sa femme rejoignent Bill Gates et Warren Buffett dans le cadre du Giving Pledge, s'engageant à donner plus de la moitié de leur fortune à des causes caritatives de leur vivant. Il crée la Fondation Dalio, qui sert de véhicule philanthropique personnel. À la fin de 2012, celle-ci a accumulé des actifs de 590 millions de dollars. En 2013, Dalio contribue à 400 millions de dollars supplémentaires à la fondation, ce qui porte ses actifs à environ 842 millions de dollars.
Par le biais de sa fondation, Dalio a dirigé des millions de dollars de dons vers la Fondation David-Lynch, qui promeut et parraine la recherche sur la méditation transcendantale.
La Fondation Dalio a également contribué au National Philanthropic Trust (en) sur des projets de éradication de la polio.
Dalio siège au conseil d'administration de l'hôpital presbytérien de New York depuis 2020. En février 2020, la Fondation Dalio fait un don de 10 millions de dollars pour soutenir les efforts de rétablissement de la Chine après le coronavirus en réponse à la pandémie de Covid-19. En mars 2020, la fondation donne 4 millions de dollars à l'État du Connecticut pour financer les soins de santé et la nutrition Le 13 octobre 2020, NYP lance le Dalio Center for Health Justice, une organisation de recherche et de défense, qui se concentrera sur la réduction des différences d'accès aux soins de santé de qualité qui affectent de manière écrasante les communautés de couleur avec un don de 50 millions de dollars. L'argent est utilisé pour établir le Dalio Center for Health Justice. Dans une déclaration, il dit : « Notre objectif est de contribuer à des soins de santé égaux et à une éducation égale parce que nous croyons que ce sont les bases les plus fondamentales de l'égalité des chances et d'une société juste ».
La fondation a également soutenu le Fund for Teachers, une initiative qui soutient des bourses d'apprentissage professionnel pour les enseignants. La fondation a fait partie d'un groupe de fondations soutenant le lancement en 2018 de The Audacious Project (en) de TED, une initiative visant à financer des entrepreneurs sociaux travaillant à résoudre des problèmes mondiaux. En mars 2019, Forbes nomme Dalio l'un des gestionnaires et traders de hedge funds les mieux rémunérés. Un intérêt particulier de sa philanthropie est les océans du monde et les effets de leur dégradation. Le yacht de recherche et le sous-marin de Dalio sont apparus sur la chaîne Discovery dans l'émission Shark Week (en) et ont été utilisés pour chasser un calmar géant. En 2018, OceanX (en), une initiative de la famille Dalio, et Bloomberg Philanthropies (en) s'engagent à verser 185 millions de dollars sur quatre ans pour protéger les océans. En 2019, Dalio s'engage à verser 100 millions de dollars aux écoles publiques du Connecticut.
Dalio soutient également la Volcker Alliance, le groupe de politique publique dirigé par l'ancien président de la Réserve fédérale Paul Volcker.
Au total, la famille Dalio a donné plus de 5 milliards de dollars à sa fondation, et celle-ci a accordé plus de 1 milliard de dollars en subventions caritatives.

### Loisirs
Dalio est un amateur de plein air, et apprécie à la fois la chasse et la pêche. Il a chassé le buffle du Cap, le tétra, l'élan, et le phacochère. Il est particulièrement friand de la chasse à l'arc, l'arc étant son arme de choix lors de la chasse,.

## Écrits
- How the Economic Machine Works; A Template for Understanding What is Happening Now[85]
- Principles: Life & Work (en)[86],[87]
- Principles for Navigating Big Debt Crises[88]
- The Changing World Order: Why Nations Succeed and Fail (en)[89]

## Récompenses et honneurs
En 2012, Dalio reçoit le Golden Plate Award de l'American Academy of Achievement présenté par le co-fondateur de Carlyle Group, David Rubenstein, lors du International Achievement Summit à Washington, D.C.,,. CNBC classe Principles parmi les 13 meilleurs livres d'affaires de 2017. Dalio est surnommé le « Steve Jobs de l'investissement » par les magazines AiCIO (en) et Wired.